# Rossow (Wittstock/Dosse)
Rossow war eine Gemeinde im ehemaligen Amt Wittstock-Land und ist heute ein Ortsteil der Stadt Wittstock/Dosse im Landkreis Ostprignitz-Ruppin im nördlichen Brandenburg. Der Ort liegt am Fluss Dosse südlich der Wittstock-Ruppiner Heide.

## Geschichte

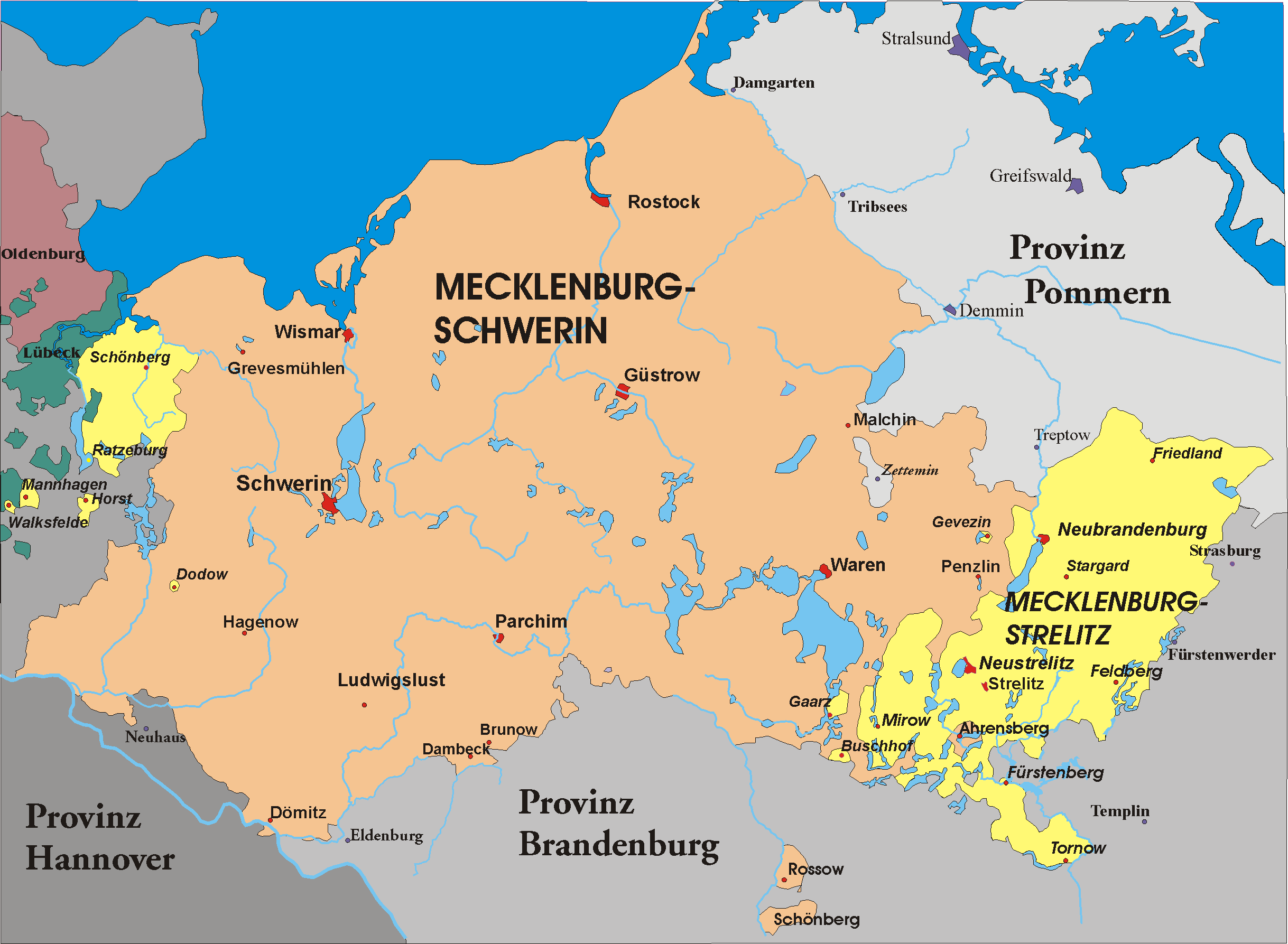
Karte von Mecklenburg
(1866 bis 1934)

Um 1490 gehörte Rossow zur Herrschaft Ruppin. Die Grundherrschaft übten allerdings die Herzöge zu Mecklenburg aus. Bis 1937 war der Ort wie Schönberg eine mecklenburgische Exklave und gehörte zum Amt und späteren Landkreis Waren/Müritz. 
Das Rittergut in Rossow wurde auch als Gut Hof Rossow und als Allodialgut bezeichnet, blieb Teil des Familienfideikommiss Fretzdorf der märkischen Uradelsfamilie von Karstedt-Fretzdorf, vormals als Majorat deklariert. Die von Karstedt waren Gutsherren und mehrfach Stiftshauptleute in Heiligengrabe. Bekanntester Gutsbesitzer im 19. Jahrhundert war das Reichstagsmitglied Carl von Karstedt (1811–1888), verheiratet mit Friederike Brandt von Lindau-Schmerwitz. Ihm beerbte später als Fideikommissherr Achim Karl von Karstedt (1844–1903). Er erlernte Landwirtschaft und lebte mit seiner Ehefrau Elisabeth Bertha Wilhelmine Anna von Rohr genannt von Wahlen-Jürgaß (1855–1941) einige Jahre in Rossow, die ältesten drei der zwölf Kinder wurden dort geboren. Rossow hatte um 1928, also vor der großen Wirtschaftskrise, einen Gutsumfang von 1553 ha Land. Davon waren 1482 ha Waldbesitz, ein reiner Forstbetrieb. Die Leitung führte Oberinspektor Ewald Wolf. Eigentümer war zeitgleich Ernst Albrecht von Karstedt-Fretzdorf. Karstedt begann wie sein Vater seine Gutsbesitzerlaufbahn auf dem Adelsinternat der Ritterakademie am Dom in Brandenburg und ging nach dem Abitur zum Militär. Er hatte 1905 Elsa von Bredow geheiratet und mit ihr vier Kinder. Karstedt starb als Hauptmann 1915 und weit vor 1941 wurden die Güter Fretzdorf-Rossow verkauft. Letzter Grundbesitzer war der Sohn Ernst-Albrecht von Karstedt (1906–1971), er besaß von 1929 bis 1932 dann das Gut Tarzow im Amt Wismar. Die Mutter, Elsa von Karstedt, lebte dann auf ihrem Heimatgut in Landin bei Rathenow.
Der Ort ist 1937 an Preußen übergegangen.
Im Zuge der Reichspogromnacht vom 9. November 1938 wurde in Rossow von der SA ein Haus angezündet. Als der Ortspfarrer Aurel von Jüchen den Brand löschen wollte, kam es zu seiner Verfolgung durch die NS-Behörden, aber auch zu einem kirchlichen Disziplinarverfahren. In dieser Auseinandersetzung wurde von Jüchen jedoch von einem Großteil der Einwohner unterstützt.
Rossow blieb nach dem Zweiten Weltkrieg bei Brandenburg und kam 1952 zum Bezirk Potsdam.
Am 26. Oktober 2003 wurde Rossow nach Wittstock eingemeindet.